# Współczynnik Schindlera
Współczynnik Schindlera, wskaźnik Schindlera – parametr limnologiczny będący stosunkiem zsumowanej powierzchni zbiornika wodnego i jego zlewni do objętości tego zbiornika (czaszy jeziora). Współczynnik ten jest miarą wpływu otoczenia na zbiornik – im jest wyższy, tym wpływ większy. Jeziora o wartości współczynnika Schindlera nie wyższej niż 2 uznaje się za mało podatne na degradację wynikającą ze spływu ze zlewni. Wartość graniczna równa 2 jest również podstawą do klasyfikacji jezior podczas określania ich klasy jakości wody. Wydzielane są trzy kategorie podatności na degradację:
| Kategoria podatności na degradację | Dolna granica współczynnika Schindlera |
| ---------------------------------- | -------------------------------------- |
| I                                  | 2                                      |
| II                                 | 10                                     |
| III                                | 50                                     |
Podobną miarą jest wskaźnik Ohlego, który jest stosunkiem powierzchni zlewni do powierzchni zbiornika.